# 日本ATPユーザグループ

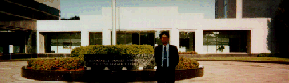
米国BPA前にて

日本ATPユーザグループ（にほんえいていぴいユーザグループ、略称：JAUG）は、日本及び東アジアにおけるATP（Alternative Transients Program）ライセンスの管理、プログラム等のリソース配布の簡素化・迅速化及び導入支援、ATP開発・保守の協力を目的として、1997年11月に発足した。2021年10月活動停止。以後のライセンス発行はEEUGが担当。

## ATPとは
ATPは、米国BPAで開発されたEMTP(Electro Magnetic Transients Program)に端を発する電力系統の回路現象解析シミュレーションプログラムである。プログラム自体は、非営利で開発・保守されており、ライセンスの取得が必要であるものの使用料は無料である。このため、開発国であるカナダ・アメリカ(Can/Amユーザグループ)だけでなく、日本を含む世界のメーカー・ユーザー・大学等研究機関で広く用いられている。

## ATPの開発トピックス
世界各国の開発者の尽力により種々の拡張・改良がなされており、下記に概要を紹介する。

### ATPdraw
EMTP導入のネックであったのが入力データ作成用のGUIツールであったが、MS-Windows上で動作するATPDrawが1997年にリリースされた。一般的なEMTP機能だけでなく、ATPの特徴であるTYPE59発電機、TYPE94非線形素子、MODELS、Compiled TACS等のサポートも行われている。

### Easy Installer
ATP/MinGW+ATPDrawの簡単インストーラで, Win98/98SE/Me/NT/2000/XPを搭載したPCで動作し下記の機能がある。
簡単インストールダウンロードしたファイルをダブルクリックして、インストール先を選ぶだけの簡単操作で、最新版のATP/MinGW版、ATPDraw、PlotXY, Gtpplot, GnuplotなどのソフトをPCにインストールできる。
プログラム起動各種プログラムの起動、設定ファイル、入力ファイル、出力ファイルの参照、編集などを行う機能がある。
マニュアル各種プログラムのマニュアルが参照できる。
サンプルデータサンプルデータが参照できる。
TPBIGの再リンクTPBIGの最大listsize変更、Compiled TACS, MODELS外部関数付加などのサポート機能。

### Higher-order Pi Circuit（高次Π回路)
変圧器電位振動詳細解析などの電磁過渡現象解析においては、導体間の電磁的結合を考慮することが必要であるが、従来その要素数は40が限度でモデル化の精度に問題があった。ユーザ要求により要素数の制限がなくなり、高精度な解析が可能となっている。

## JAUGの活動
JAUG(Japanese ATP User Group)の主要な活動には下記のものがある。

### トピックス

#### 導入支援
- 2002年8月：Easy Installer Ver1.05をATPユーザグループに紹介。

#### 広報・技術交流
電気学会、IPST、日本EMTP委員会
、ATPユーザグループ等でのPR及び技術交流を実施している。
- 1999年6月：IPST '99 - Budapest, Hungaryにて、JAUGの紹介
- 2000年3月：電気学会全国大会 72C1 セッション名：系統運用・解析

(サブタイトル：ATP-EMTPによる解析  日時：2000年3月23日　　午前　第72会場)
- 2001年6月：IPST '01 - Rio de Janeiro, Brazilにて、JAUGの紹介
- 2002年3月：電気学会全国大会　B0567-D1 系統運用・解析 ATP-EMTP 3月29日 午前 第B0567会場

### 幹事
JAUGの円滑な運営のために、議長、および若干名の幹事を置き、その任期は原則として2年としている。
- 1997年〜1999年議長：有田　浩、副議長：菅　雅弘、幹事：舟木　剛・柏木康秀
- 1999年〜2001年議長：有田　浩、副議長：菅　雅弘、幹事：舟木　剛・柏木康秀
- 2001年〜2003年議長：有田　浩、副議長：菅　雅弘、幹事：舟木　剛・柏木康秀
- 2004年〜2006年議長：菅　雅弘、副議長：栗田　篤、幹事：舟木　剛・柏木康秀

## 関連ATPユーザグループ
- 北米ユーザグループ(Can/Am)
- 欧州ユーザグループ(EEUG)
- インドユーザグループ
- 中国ユーザグループ
- 南アフリカユーザグループ

## 関連リンク
- 日本EMTP委員会
- EMTP計算例題集
- 日本ATPユーザグループ木更津のサーバ
- 日本ATPユーザグループ阪大のサーバ
- ATPとは？